# 正法禅寺
正法禅寺（しょうほうぜんじ）は、愛知県知多郡南知多町大字篠島字神戸219番地にある曹洞宗の寺院。山号は龍門山。本尊は釈迦牟尼仏。知多四国霊場の第38番札所、南知多七福神の札所。

## 歴史
南北朝時代の貞治元年（1362年）、説宗讃和尚によって創建された。
中興は仙鱗等膳和尚。仙鱗等膳が駿河国の駿府で修行していた際、今川義元の人質だった徳川家康を闇に紛れて連れ出し、篠島で70日間世話したという伝承が残る。仙鱗等膳は遠州三山のひとつである可睡斎の11世となり、正法禅寺は可睡斎の直末寺となった。
江戸時代には正法禅寺の山門と本堂が尾張国海部郡甚目寺の正法寺に移築された。

## 境内
- 本堂
- 大師堂
- 梵鐘

## 文化財

### 町指定有形文化財
- 梵鐘（工芸）[1]
  - 1998年（平成10年）12月1日指定。総高97.0cm、口径45.1cm。江戸時代初期の正保2年（1645年）、三河国宝飯郡金屋（現在の豊川市）の大工である中尾作左衛門の鋳造とされる。鐘身の外面には「伊勢度會郡山田庄次橋郷篠嶋村龍門山正法禅寺」「正保二乙酉年霜月」「三州大工北金屋中尾作左衛門」などの銘文が刻まれている。
- 雲版（工芸）[1]
  - 1998年（平成10年）12月1日指定。高さ49.0cm、幅47.0cm、吊り手19.5cm、撞座径7.0cm。江戸時代初期の寛永16年（1639年）、尾張国名古屋の大工である藤原乗信常川太左衛門の鋳造とされる。「勢州篠嶋龍門山正法寺打版」「寛永十六乙卯年9月」「大工尾 名護屋住 藤原乗信常川太左衛門」などの銘文が刻まれている。

## 現地情報
所在地
- 470-3505：愛知県知多郡南知多町大字篠島字神戸219番地

アクセス
- 篠島渡船ターミナルから徒歩。